# Scott Burns (producent muzyczny)
Scott Burns – amerykański producent muzyczny i inżynier dźwięku. Był wieloletnim pracownikiem studia nagraniowego Morrisound Recording w Tampie w stanie Floryda. Wyprodukował szereg albumów z gatunków death i thrash metal zaliczanych dziś do kanonu gatunku.
Współpracował m.in. z takimi grupami muzycznymi jak Death, Deicide, Cannibal Corpse, Sepultura, Obituary, Atheist, Malevolent Creation, Suffocation, Morgoth czy Cynic. Ze stałej pracy producenta muzycznego zrezygnował pod koniec lat 90 XX wieku na rzecz pracy jako programista komputerowy. Fragment oświadczenia Burnsa o rezygnacji z pracy:

Myślę, że to już koniec. Nie ma już dobrych zespołów, kradzież jest bezwstydna, cztery, może pięć zespołów przetrwa, reszta zniknie

Ostatnie produkcje to albumy Gordian Knot Emergent (2003) i Obituary Frozen In Time (2005). Obecnie mieszka w Hollywood w stanie Kalifornia.

## Dyskografia
- Assück – Anticapital (1991)
- Assück – Blindspot (1992)
- Assück – Misery Index (1996)
- Atheist – Piece of Time (1989)
- Atheist – Unquestionable Presence (1991)
- Atrocity – Hallucinations (1990)[4]
- Cancer – To the Gory End (1991)
- Cancer – Death Shall Rise (1993)
- Cannibal Corpse – Eaten Back to Life (1990)
- Cannibal Corpse – Butchered at Birth (1991)
- Cannibal Corpse – Tomb of the Mutilated (1992)
- Cannibal Corpse – The Bleeding (1994)
- Cannibal Corpse – Vile (1996)
- Cynic – Demo (1990)
- Cynic – Demo (1991)
- Cynic – Focus (1993)
- Death – Spiritual Healing (1990)
- Death – Human (1991)
- Death – Individual Thought Patterns (1993)
- Deicide – Sacrificial demo (1989)
- Deicide – Deicide (1990)[5]
- Deicide – Legion (1992)
- Deicide – Once Upon the Cross (1995)
- Deicide – Serpents of the Light (1997)[6]
- Demolition Hammer – Tortured Existence (1991)
- Devastation – Idolatry (1991)
- Disincarnate – Soul Erosion (Demo) (1992)
- Exhorder – Slaughter in the Vatican (1990)
- Faxed Head – Faxed Head (1992)
- Gordian Knot – Emergent (2003)
- Gorguts – Considered Dead (1991)
- Kingtones – Pet The Kitty (1992)
- Loudblast – Sublime Dementia (1993)
- Malevolent Creation – The Ten Commandments (1990)
- Malevolent Creation – Retribution (1992)
- Malevolent Creation – In Cold Blood (1997)
- Master – Master (1990)
- Master – On the Seventh Day God Created ... Master (1991)
- Monstrosity – Millennium (1996)
- Morgoth – The Eternal Fall (1990, miksowanie)
- Napalm Death – Harmony Corruption (1990)
- Obituary – Slowly We Rot (1989)
- Obituary – Cause of Death (1990)
- Obituary – The End Complete (1992)
- Obituary – World Demise (1994)[7]
- Overthrow – Within Suffering (1990)
- Speckmann – Project (1992)
- Pestilence – Testimony of the Ancients (1991)
- Psychotic Waltz – Mosquito (1994)
- Psychotic Waltz – Bleeding (1996)
- Raped Ape – Terminal Reality (1992)
- Resurrection – Embalmed Existence (1993)
- Sadus – Elements of Anger (1997)
- Sean Malone – Cortlandt (1996)
- Sepultura – Beneath the Remains (1989)
- Sepultura – Arise (1991)
- Six Feet Under – Haunted (1995)
- Skeletal Earth – Eulogy for a Dying Fetus (1991)
- Suffocation – Effigy of the Forgotten (1991)
- Suffocation – Pierced from Within (1995)[8]
- Suffocation – Despise the Sun (1998)
- Terrorizer – World Downfall (1989, jako inżynier dźwięku)
- Transmetal – Dante’s Inferno (1993)
- Transmetal – Mexico Barbaro (1996)
- Various Artists – At Death's Door (1990)
- Various Artists – At Death's Door II (1993)